# Kabinett Mintoff I
Das maltesische Kabinett Mintoff I wurde am 11. März 1955 von Premierminister Dom Mintoff von der Partit Laburista (PL) gebildet. Es löste das dritte Kabinett Borg Olivier ab und befand sich bis zum 26. April 1958 im Amt.

## Geschichte

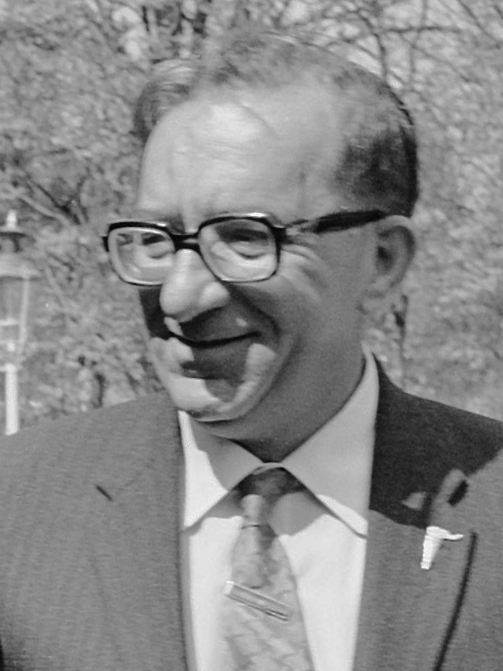
Dom Mintoff (1974)

Bei den Wahlen zum Repräsentantenhaus am 26. und 28. Februar 1958 erlitt die bisher regierende Partit Nazzjonalista (PN) von Premierminister Ġorġ Borg Olivier eine Niederlage und erhielt nur noch 17 der 40 Parlamentssitze. Mintoffs Partit Laburista konnte hingegen vier Sitze hinzugewinnen und verfügte mit 23 Sitzen über eine absolute Mehrheit im Repräsentantenhaus.
Nachdem Gespräche über die Souveränität der Verwaltung Maltas mit der britischen Regierung gescheitert waren, rief die Gewerkschaft GWU (General Workers Union) zum landesweiten Streik aus, der am 18. April 1958 in Zusammenstößen zwischen Arbeitern, Polizei und Einheiten der British Army endete. Daraufhin war Premierminister Dom Mintoff von der Partit Laburista (PL) am 26. April 1958 zurückgetreten, während Borg Olivier als Oppositionsführer die Bildung einer Übergangsregierung ablehnte. 
Daraufhin kam es zur Direktverwaltung der Inseln durch den britischen Gouverneur von Malta, Generalleutnant Robert Laycock. Erst am 3. März 1962 bildete Borg Olivier nach den Wahlen vom 17. und 19. Februar 1962 sein viertes Kabinett.

## Minister
| Amt                                                | Name                             | Partei           | Anmerkungen |
| -------------------------------------------------- | -------------------------------- | ---------------- | --- |
| Premierminister, Finanzminister                    | Dom Mintoff                      | Partit Laburista | |
| Minister für öffentliche Arbeiten und Wiederaufbau | Joseph Ellul Mercer              | Partit Laburista | |
| Justizminister                                     | Joseph „Guze“ Cassar             | Partit Laburista | |
| Minister für Gesundheit und soziale Dienste        | Albert Hyzler                    | Partit Laburista | Das Amt des Ministers für soziale Dienste wurde im Dezember 1955 vom Minister für Auswanderung und Arbeit Emmanuel C. Tabone übernommen |
| Bildungsministerin                                 | Agatha Barbara                   | Partit Laburista | |
| Minister für Landwirtschaft und Fischerei          | John J. Cole                     | Partit Laburista | |
| Minister für Auswanderung und Arbeit               | Emmanuel C. Tabone               | Partit Laburista | Seit Dezember 1955 zugleich Minister für soziale Dienste                                                                                |
| Minister für Industrie und Handel                  | Cikku Bonaci Joseph „Guze“ Abela | Partit Laburista | Bonaci: Rücktritt am 6. April 1956 aus gesundheitlichen Gründen Abela: Amtszeit vom 6. April 1956 bis 26. April 1958                    |